# 维勒戈丹
维勒戈丹（法語：Villegaudin，法語發音：[vilɡodɛ̃]）是法国索恩-卢瓦尔省的一个市镇，属于索恩河畔沙隆区。

## 地理
维勒戈丹（46°47'47"N, 5°5'53"E）面积8.96 平方千米，位于法国勃艮第-弗朗什-孔泰大區索恩-卢瓦尔省，该省份为法国中部省份，北起顺时针与科多尔省、汝拉省、安省、罗讷省、卢瓦尔省、阿列省和涅夫勒省接壤。
与维勒戈丹接壤的市镇（或旧市镇、城区）包括：布雷斯地区塞里尼、迪科讷、梅尔旺、布雷斯地区圣马丹。

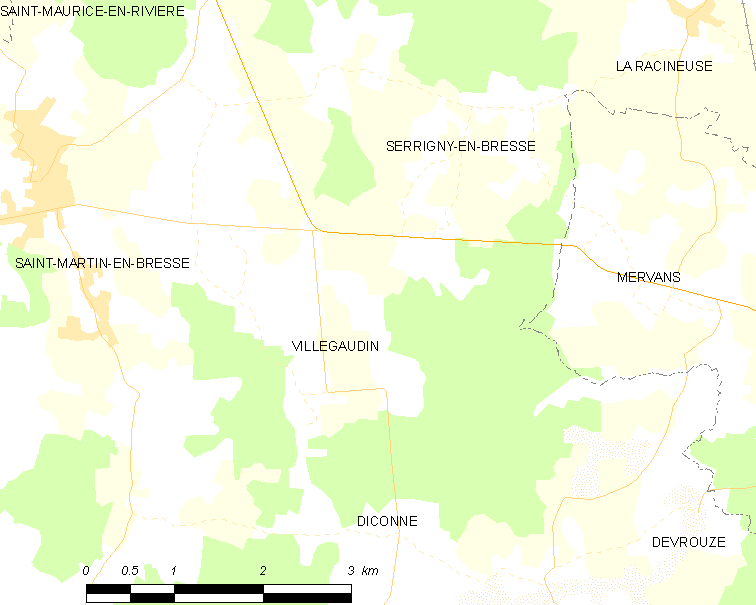
维勒戈丹的OSM定位图

维勒戈丹的时区为UTC+01:00、UTC+02:00（夏令时）。

## 行政
维勒戈丹的邮政编码为71620，INSEE市镇编码为71577。

## 政治
维勒戈丹所属的省级选区为索恩河畔乌鲁县。

## 人口

1962-2008年间维勒戈丹人口变化图示

维勒戈丹于2022年1月1日时的人口数量为218人。